# 札幌サッカーアミューズメントパーク
札幌サッカーアミューズメントパーク（さっぽろ-）とは、北海道札幌市東区にあるサッカー施設である。略称は「SSAP」が用いられる。

## 概要
日本サッカー協会が設定した、2002 FIFAワールドカップ記念事業（サッカーを中心としたスポーツ環境整備モデル事業）における補助金を受けて建設された。

### 主な利用大会
- 北海道サッカーリーグ（札幌地区のチームのホームゲーム会場[2][3]）
- 知事杯全道サッカー選手権大会（準決勝・決勝、2011年 - 2012年）
- 高円宮杯 JFA U-18サッカープレミアリーグ、プリンスリーグにおける北海道コンサドーレ札幌U-18のホームゲーム[4][5]（2011年 - ）
  - 2012年には、旭川実業高校も当会場でホームゲームを1試合開催した。[7]
- 北海道女子サッカーリーグ（ホーム・アンド・アウェー方式ではなく、複数の会場を巡回して実施[8]）
- 日本女子サッカーリーグ チャレンジリーグにおけるノルディーア北海道のホームゲーム（2010年 - 2011年、2015年 -）

## 施設

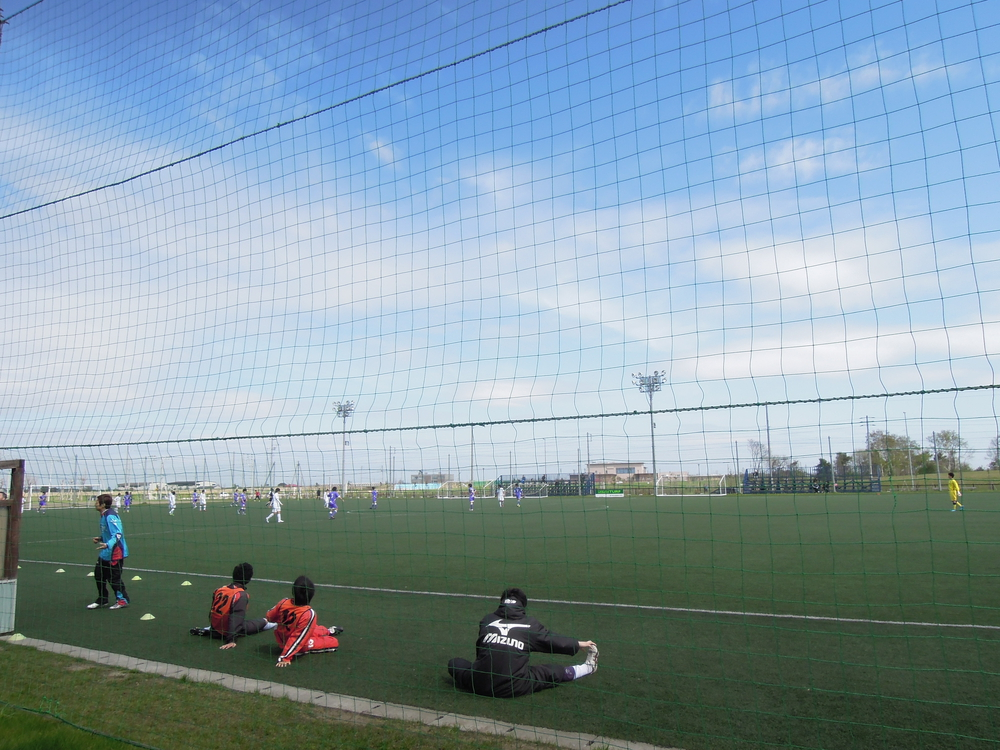
人工芝グラウンド 2012年5月

- コート：天然芝コート1面、人工芝コート（積水樹脂「DREAM TURF」採用[9]）1面、屋内フットサルコート2面
- 照明：人工芝コートにのみ設置。
- 観客席：約200名収容（天然芝コートに設置のもの）[1]。

### 周辺の施設
当施設に近接して、以下のサッカー施設も設けられている。所有者は異なる。
- 北海道コンサドーレ札幌東雁来グラウンド
- 東雁来公園サッカー場（札幌市所有、人工芝2面）

なお東雁来公園サッカー場は、現在は管理が北海道サッカー協会に委託され、運用は札幌サッカーアミューズメントパークと同じく、NPO法人北海道スポーツクラブによって行われている。利用料支払いも札幌サッカーアミューズメントパークで受け付ける。

## 交通アクセス
バス
- 北海道中央バス（56）系統で「東雁来12条2」下車、もしくは「東雁来」下車
- 北海道中央バス（東6）・（東68）系統で「豊畑東」下車
- 北海道中央バス（90）系統で「東雁来」下車

道路
- 近接して国道275号が通っている。
- 最寄の高速道路のインターチェンジは、伏古IC・雁来IC（札樽自動車道）、札幌IC（道央自動車道）となる[11]。